# Hagryd-Dala
Hagryd-Dala est une localité de Suède située dans la commune de Kungsbacka du comté de Halland. Elle couvre une superficie de 0,49 km2. En 2010, elle compte 391 habitants.